# Женская сборная Сербии по водному поло
Женская сборная Сербии по водному поло — национальная ватерпольная команда, представляющая Сербию на международной арене. Управляющей организацией является Федерация водного поло Сербии (серб. Ватерполо савез Србије, англ. Federation of Water polo clubs Slovenia).
До 1992 года сербские ватерполистки выступали в составе женской сборной Югославии.
В 1992—2006 годах сборная, в которую входили и ватерполистки Черногории, в 1992—2002 годах называлась «Женская сборная Союзной Республики Югославия по водному поло» (представляла существовавшую в тот период Союзную Республику Югославия), в 2003—2006 годах называлась «Женская сборная Сербии и Черногории по водному поло» (представляла существовавшую в тот период Сербию и Черногорию).

## Результаты выступлений

### Чемпионаты Европы
| Год                          | Место                                   | И                                       | В                                       | Н                                       | П                                       | ГЗ                                      | ГП                                      | +/-                                     |
| ---------------------------- | --------------------------------------- | --------------------------------------- | --------------------------------------- | --------------------------------------- | --------------------------------------- | --------------------------------------- | --------------------------------------- | --------------------------------------- |
| 1985—1992                    | участвовали в составе сборной Югославии | участвовали в составе сборной Югославии | участвовали в составе сборной Югославии | участвовали в составе сборной Югославии | участвовали в составе сборной Югославии | участвовали в составе сборной Югославии | участвовали в составе сборной Югославии | участвовали в составе сборной Югославии |
| Союзная Республика Югославия |                                         |                                         |                                         |                                         |                                         |                                         |                                         |                                         |
| 1993—1995                    | не участвовали                          | не участвовали                          | не участвовали                          | не участвовали                          | не участвовали                          | не участвовали                          | не участвовали                          | не участвовали                          |
| 1997                         | 9                                       | 6                                       | 2                                       | 0                                       | 4                                       | 29                                      | 54                                      | -25                                     |
| 1999—2001                    | не участвовали                          | не участвовали                          | не участвовали                          | не участвовали                          | не участвовали                          | не участвовали                          | не участвовали                          | не участвовали                          |
| Сербия и Черногория          |                                         |                                         |                                         |                                         |                                         |                                         |                                         |                                         |
| 2003                         | не участвовали                          | не участвовали                          | не участвовали                          | не участвовали                          | не участвовали                          | не участвовали                          | не участвовали                          | не участвовали                          |
| Сербия                       |                                         |                                         |                                         |                                         |                                         |                                         |                                         |                                         |
| 2006                         | 8                                       | 4                                       | 0                                       | 0                                       | 4                                       | 20                                      | 70                                      | -50                                     |
| 2008—2014                    | не участвовали                          | не участвовали                          | не участвовали                          | не участвовали                          | не участвовали                          | не участвовали                          | не участвовали                          | не участвовали                          |
| 2016                         | 9                                       | 6                                       | 2                                       | 0                                       | 4                                       | 45                                      | 71                                      | -26                                     |
| 2018                         | 9                                       | 6                                       | 2                                       | 0                                       | 4                                       | 33                                      | 96                                      | -63                                     |
| 2020                         | 12                                      | 6                                       | 0                                       | 0                                       | 6                                       | 32                                      | 110                                     | -78                                     |
| 2022                         | 9                                       | 6                                       | 2                                       | 0                                       | 4                                       | 49                                      | 100                                     | -51                                     |
| 2024                         | 10                                      | 6                                       | 4                                       | 0                                       | 2                                       | 75                                      | 49                                      | +26                                     |